# Leo Vetter

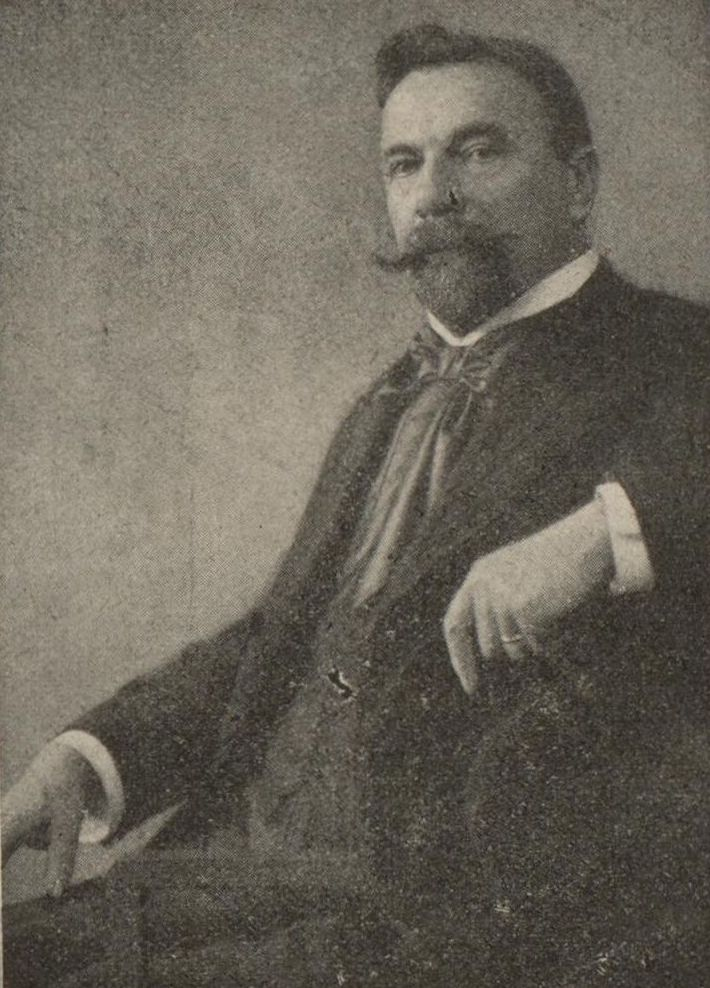
Leo Vetter, um 1909

Leo Vetter (* 24. Oktober 1842 in Wassertrüdingen; † 28. April 1923 in Stuttgart) war ein deutscher Kaufmann und Bäderpionier. 

## Leben und Wirken
Der aus Mittelfranken stammende Kaufmann Leo Vetter war seit Anfang der 1870er Jahre in Stuttgart ansässig, wo er zunächst als Agent, ab 1875 als „Repräsentant der Vereinigten Eisenwerke im Osten Frankreichs“ (d. h. im Reichsland Elsaß-Lothringen) tätig war und dabei schnell zu Vermögen kam. Seit den 1890er Jahren engagierte sich Vetter für die Einrichtung öffentlicher Bäderbetriebe in Stuttgart zur Verbesserung der Hygiene- und Gesundheitsbedingungen einer schnell wachsenden Bevölkerung in der gründerzeitlichen Haupt- und Residenzstadt des Königreichs Württemberg.
1886 gründete er mit Gleichgesinnten die Stuttgarter Badegesellschaft AG, die 1889 ein Hallenschwimmbad für Männer und 1893 ein zweites Bad für Frauen an der Büchsenstraße in der Nachbarschaft der (alten) Stuttgarter Liederhalle erbaute und betrieb. Das sog. „Büchsenbad“ entsprach den neuesten balneologischen Erkenntnissen und umfassten neben den Schwimmhallen auch Dampf- und Wannenbäder sowie ein Institut für bademedizinische Anwendungen. 1910 entstand mit dem „Ostheimer Schwimmbad“ ein zweites Hallenbad am Rand der Arbeitersiedlung Ostheim. 1911 wurde das Bad durch einen Luft- und Sonnenbadebereich vergrößert. Die Stadt übernahm das Ostheimer Bad 1920 in kommunale Regie.
Als das im Krieg schwer beschädigte Bad Anfang der 1960er Jahre durch einen Neubau ersetzt wurde, erhielt dieser zur Erinnerung an den Stuttgarter Bäderpionier den Namen Leo-Vetter-Bad. Vetter galt zu Lebzeiten als anerkannter Fachmann auf dem Gebiet der Volksbäder und hatte dies mit einschlägigen Publikationen untermauert. Vetter hatte aktiv auch in der zur Erbauung der Kolonie Ostheim eingesetzten Kommission mitgewirkt, die im Auftrag des von Eduard Pfeiffer gegründeten „Vereins für das Wohl der arbeitenden Klassen“ in den Jahren 1891 bis 1901 diese Mustersiedlung für Industriearbeiter im Stuttgarter Osten errichtet hatte.
Kurz vor der Jahrhundertwende setzte sich Vetter für die Reaktivierung des Wilhelmatheaters in Bad Cannstatt ein, das, als königliches Privattheater erbaut, fast ein halbes Jahrhundert still gelegen hatte. 1899 gründete er eine Gesellschaft zum Umbau und zur Renovierung des Theaters.

## Auszeichnungen
Anfang 1899 wurde ihm der königlich-württembergische Olga-Orden verliehen. Vetter wurde am Ende seines Berufslebens vom württembergischen König zum Geheimen Hofrat ernannt und schließlich in den Adelsstand erhoben. Die Medizinische Fakultät der Universität Tübingen verlieh ihm 1920 die Ehrendoktorwürde.

## Veröffentlichungen
- Das Stuttgarter Schwimmbad. Metzler, Stuttgart 1893.
- zusammen mit H. Fetzer: Moderne Bäder, erläutert am Stuttgarter Schwimmbad. Göschen, Stuttgart 1894.
- Ansichten aus dem Stuttgarter Schwimmbad. Glaser & Sulz, Stuttgart 1896.
- Das Stuttgarter Schwimmbad und die Entwickelung des modernen Badewesens in Württemberg mit einem Rückblick in vergangene Zeiten. Grüninger, Stuttgart 1902.
- Das Bad der Neuzeit und seine historische Entwicklung. Deutsche Verlags-Anstalt, Stuttgart 1904 (Digitalisat).
- Festrede zum 25-jährigen Jubiläum der Stuttgarter Badgesellschaft : 4. Juli 1914. Tagblatt-Buchdruckerei, Stuttgart 1914.